# Characiochloridaceae
Characiochloridaceae, porodica zelenih algi u redu Chlamydomonadales. Postoje 23 priznate vrste unutar četiri roda.

## Rodovi
1. Characiochloris Pascher
2. Chlamydopodium Ettl & Komárek
3. Metapolytoma Skuja
4. Physocytium Borzì

## Vanjske poveznice
|  | Zajednički poslužitelj ima još gradiva o temi Characiochloridaceae |
|  | Wikivrste imaju podatke o taksonu Characiochloridaceae             |